# Эрнандес, Фелисберто
Фелисберто Эрнандес (исп. Felisberto Hernández, 20 октября 1902, Монтевидео — 13 января 1964, там же) — уругвайский писатель.

## Биография
Эрнандес с детства учился музыке, в юности вошел в столичный музыкально-литературный кружок, сложившийся вокруг органиста Клементе Коллинга. Отличился как талантливый пианист-самоучка, в 1920—1930-х гг. выступал с фортепианными концертами в Монтевидео, ездил по провинции, подрабатывал игрой на фортепиано в немом кино. Вёл очень скромное существование, служил на радио; первые небольшие книги выходили малым тиражом при финансовой поддержке друзей. В 1944 одну из новелл Эрнандеса публикует Борхес в своем журнале «Буэнос-Айресские тетради». В 1940-х Эрнандес знакомится с Жюлем Сюпервьелем, с его помощью получает в 1946 стипендию французского правительства и на несколько месяцев приезжает во Францию. Посещает Парижский ПЕН-Клуб, выступает с лекцией в Лондоне. В 1961 в Уругвае вышло иллюстрированное издание новеллы «Крокодил», имевшее некоторый коммерческий успех (единственный случай в биографии писателя). В 1963 проявились первые симптомы лейкемии, от которой Эрнандес и умер.

## Творчество
Автор рассказов и повестей с элементами сюрреалистической и неоромантической фантастики, в которых особую роль играют фетишизированные предметы и странные места действия. Проза Эрнандеса не получила признания при жизни, но была высоко оценена в 1960—1970-х годах такими латиноамериканскими и европейскими мастерами, как Хулио Кортасар, Хуан Карлос Онетти, Габриэль Гарсиа Маркес, Итало Кальвино, переведена на французский, итальянский, английский, португальский и другие языки. Его творчеству посвящаются национальные и международные симпозиумы. По нескольким новеллам Эрнандеса сняты фильмы («Капельдинер», 1975, реж. Эдгардо Россо; «Крокодил», 2001, реж. Педро Лэндж). Жизни и творчеству Эрнандеса посвящён короткометражный анимационный фильм братьев Квей Unmistaken Hands: Ex Voto F.H.

## Произведения
- Por los tiempos de Clemente Colling/ Во времена Клементе Коллинга (автобиографическая повесть, 1942)
- Nadie encendía las lámparas/ Свет никто не зажигал (1947, книга новелл)
- Las hortensias/ Куклы по имени Ортенсия (1949, повесть, отд. издание 1950)
- La casa inundada/ Дом под водой (1960, повесть)
- El cocodrilo/ Крокодил (1962, рассказ)

### Сводные издания
- Obras completas. I—VI, Montevideo: Arca, 1965—1974.
- El Cocodrilo y otros cuentos. Buenos Aires: Centro Editor de América Latina, 1968.
- Cinco cuentos magistrales, cinco críticas por extranjeros. Montevideo: Editorial Ciencias, 1979.
- Novelas y cuentos. Caracas: Biblioteca Ayacucho, 1981
- Obras completas. I—III. México D.F.: Siglo XXI Editores, 1983
- Narraciones incompletas. Madrid: Siruela, 1990
- Las hortensias y otros cuentos. México: UNAM, 2004.

### Публикации на русском языке
- Куклы по имени Ортенсия // Родник, 1993, № 2, с.16-31.
- Распахнутая дверь: Фелисберто Эрнандес, Маседонио Фернандес, Хосе Лесама Лима. Предисловие Хулио Кортасара // Ясная поляна. 2000, № 1/3, с.241-282.
- Капельдинер. А свет никто не зажигал… // Рассказы магов. СПб: Азбука-Классика, 2002, с.237-260
- Повести и рассказы // Иностранная литература, 2003, № 3, С. 89-159